# Domeykodactylus
Domeykodactylus (лат.) — род птерозавров из семейства джунгариптерид из нижнемеловых отложений Quebrada de la Carreta, Антофагаста (Чили).

## Открытие и название
Род был назван в 2000 году Дэвидом Мартиллом, Эберхардом Фреем, Гильермо Чонгом Диасом и Чарльзом Майклом Беллом. Единственным видом является Domeykodactylus ceciliae. Родовое название происходит от названия горного хребта Кордильера-Домейко и греч. δάκτυλος — «палец», со ссылкой на палец крыла, типичный для птерозавров. Видовое название дано в честь геолога Cecilia Demargasso из Universidad Católica del Norte, «которая была так добра к нам».

## Описание
Domeykodactylus основывается на голотипе, который найден в Sierra da Candeleros и хранится на факультете геологии в Universidad Católica del Norte. Он состоит из фрагментов челюсти; предчелюстная кость, найденная в тех же скальных породах, относится к нему в качестве паратипа. Поначалу ископаемые останки отнесли к птеродаустро. Domeykodactylus имел гребень, проходящий вдоль верхней части предчелюстной кости. Костная структура гребня состоит из вертикальных трабекул, узких стоек; именно эта структура была ошибочно принята за фильтрующие зубные пластинки у птеродаустро.
Челюсть имеет короткий симфиз. В каждой зубной кости имеется шестнадцать зубных лунок, но сами зубы, однако, были утрачены. Лунки узкие, овальные, с краями, слегка возвышающими над челюстью. Вероятно, зубы были мелкими, и чем глубже они находились в пасти, тем более мелкими и разрежёнными становились.
Длина черепа оценивается в 30 сантиметров, а размах крыльев — в 1 метр.
Описавшие вид учёные нашли его весьма близким к ктенохазматидам и джунгариптеридам, исходя из строения гребня. Из-за выступающих зубных лунок вид был отнесён к последней группе. Это была первая находка джунгариптерид из Южной Америки, большинство других представителей семейства родом из Азии.